# سوانته آرنیوس
سوانته آرنیوس (سوئدی: Svante Arrhenius ‏زاده ۱۹ فوریه ۱۸۵۹ – درگذشته ۲ اکتبر ۱۹۲۷) شیمی‌دان سوئدی بود که برندهٔ اولین جایزهٔ نوبل شیمی در سال ۱۹۰۳ و در سال ۱۹۰۵ مدیر مؤسسه نوبل شد. او همچنین اولین کسی بود که با استفاده از اصول اساسی شیمی‌فیزیک میزان افزایش کربن دی‌اکسید اتمسفر مربوط به افزایش دمای سطح زمین را تخمین زد. همچنین آرنیوس نخستین فردی بود که اسید و بازها را طبق یک مبنای علمی توصیف کرد. درواقع او قدرت اسید و باز را بر اساس میزان رسانایی الکتریکی‌شان بیان کرد.
نام او به خاطر پژوهش‌های علمی که سهم بسزایی در علوم دارند با معادله آرنیوس، نظریهٔ آرنیوس، دهانه‌های ماه آرنیوس، دهانه‌های مریخ آرنیوس و آزمایشگاه آرنیوس در دانشگاه استکهلم به خاطر سپرده شده‌اند.

## اسیدها و بازها
آرنیوس معتقد بود که اسیدها و بازها هنگام حل شدن در آب، به‌طور جزئی یا کامل تفکیک می‌شوند و ذره‌های بارداری به نام یون، پدید می‌آورند. این ایدهٔ آرنیوس، در زمان خود، یک ایدهٔ انقلابی بود. به‌طوری که اغلب شیمیدان‌ها بر این باور بودند که مولکول ها نمی‌توانند به یون‌های مثبت و منفی، شکسته شوند. به همین دلیل، با دادن کرسی استادی به وی، مخالفت کردند؛ اما شیمیدان‌های جوان در پژوهش‌های خود، به نتایجی دست یافتند که با نظریه آرنیوس، همخوانی داشت.
سوانته آرنیوس شیمیدان سوئدی طی پژوهش‌هایی که در دههٔ ۱۸۹۰ روی رسانایی الکتریکی و الکترولیز ترکیب‌های محلول در آب انجام می‌داد، به نظریه‌ای برای اسیدها و بازها دست یافت. او اسید را ماده‌ای تعریف کرد که در آب حل می‌شود و یون هیدروژن یا پروتون پدیدمی‌آورد. از نگاه او گاز هیدروژن کلرید چنین ماده‌ای است؛ زیرا به هنگام حل شدن در آب، یون‌های هیدروژن و کلرید پدید می‌آیند. محلول آبی حاصل از این یون‌ها، هیدروکلریک اسید نامیده می‌شود. مطابق نظریهٔ آرنیوس، باز، ماده‌ای است که به هنگام حل شدن در آب یون هیدروکسید پدید می‌آورد. برای مثال، از دید آرنیوس سدیم هیدروکسید یک باز است؛ زیرا بر اثر حل شدن این ترکیب یونی در آب، یون‌های سازندهٔ آن از هم جدا می‌شود و یون‌های هیدروکسید را در آب آزاد می‌کند.